# Hymedesmia dermata
Hymedesmia dermata är en svampdjursart som beskrevs av William Lundbeck 1910. Hymedesmia dermata ingår i släktet Hymedesmia och familjen Hymedesmiidae. Inga underarter finns listade i Catalogue of Life.